# Chiemgauer
Chiemgauer – lokalna waluta wyemitowana w 2003 w Prien am Chiemsee w Bawarii w Niemczech. Jej nazwa pochodzi od Chiemgau znanego regionu wokół jeziora Chiemsee.
Twórcą projektu jest Christian Gelleri, nauczyciel akademicki, który uruchomił ten projekt wraz ze swoimi studentami, którzy są odpowiedzialni za projekty i druk banknotów, administrację, księgowość, reklamę i inne niezbędne usługi. Projekt jest wspierany przez niemiecką sieć walut lokalnych Regiogeld e. V.

## Cele
- Tworzenie miejsc pracy
- Promocja imprez kulturalnych, edukacyjnych i związanych z ochroną środowiska
- promocja zrównoważonego rozwoju
- wzmocnienie współpracy lokalnej społeczności
- stymulowanie lokalnej ekonomii

## Banknoty
Wyemitowano banknoty o nominale 1, 2, 5, 10, 20 i 30 chiemgauerów odpowiadających Euro w stosunku 1:1. Utrzymanie banknotu w obiegu wymaga opłacenia, raz na 3 miesiące, rodzaju podatku zwanego demurrage wymyślonego przez Silvio Gesella.

## Zasada działania
Chiemgauer, będący ekwiwalentem euro funkcjonuje w następujący sposób:
- organizacje non-profit: kupują 100 chiemgauerów za 97 euro i sprzedają za 100 Euro zyskując 3% na własną działalność,
- Kupujący: wymieniają 1:1 we wspieranych przez siebie organizacjach non-profit.
- Firmy: przyjmują banknoty chiemgauera zgodnie z wartością nominalną i mogą kupować za 95% wartości. Zysk pochodzi z przyciągania klientów korzystających z lokalnej waluty.

## Statystyka 2007
- członkowie: 2 300
- firmy: 600
- wartość w obrocie: 140 000 (50 000 elektronicznie)
- obrót (2006): 1 450 000 Euro
- przychód organizacji non-profit: 16 800 chiemgauerów
- Ogólny przychód organizacji non-profit od czasu wprowadzenia: 50 000 euro